# Miami Masters
A Miami Masters minden év márciusában megrendezett tenisztorna a floridai Key Biscayne-ben. Jelenlegi hivatalosan szponzorált neve Miami Open presented by Itaú.
A férfiak versenye az ATP World Tour Masters 1000-es sorozat része, a női WTA-verseny 2020-ig Premier Mandatory, 2021-től WTA 1000 (kötelező) kategóriájú torna, tehát a négy Grand Slam-torna és az évzáró bajnokság után a legfontosabb versenyek közé tartozik. A legjobb játékosoknak kötelező a részvétel, az igazolás nélküli távolmaradás pénzbüntetéssel jár. Mindkét mezőnyt 96 játékos alkotja, a 32 kiemeltnek nem kell játszania az első körben. Az Indian Wells Mastersen és Grand Slam-tornákon kívül ez az egyetlen torna, amely több mint 8 napon át zajlik. A Masters-tornák közül ennek a legnagyobb a tekintélye, gyakran az "ötödik Grand Slamnek" is nevezik. Az összdíjazás mindkét nem számára 8 800 000 amerikai dollár.
A meccseket kemény pályákon játsszák a Crandon Park-i teniszközpontban. Az első versenyt 1985-ben rendezték, 1987 óta a Miami mellett egy kis szigeten található Key Biscayne ad neki otthont.

## Döntők

### Férfi egyes
| Év   | Győztes                                 | Ellenfél a döntőben                     | Eredmény a döntőben                     |
| ---- | --------------------------------------- | --------------------------------------- | --------------------------------------- |
| 2025 | Jakub Menšík                            | Novak Đoković                           | 7–6(4), 7–6(4)                          |
| 2024 | Jannik Sinner                           | Grigor Dimitrov                         | 6–3, 6–1                                |
| 2023 | Danyiil Medvegyev                       | Jannik Sinner                           | 7–5, 6–3                                |
| 2022 | Carlos Alcaraz                          | Casper Ruud                             | 7–5, 6–4                                |
| 2021 | Hubert Hurkacz                          | Jannik Sinner                           | 7–6(4), 6–4                             |
| 2020 | Elhalasztva a koronavírus-járvány miatt | Elhalasztva a koronavírus-járvány miatt | Elhalasztva a koronavírus-járvány miatt |
| 2019 | Roger Federer                           | John Isner                              | 6–1, 6–4                                |
| 2018 | John Isner                              | Alexander Zverev                        | 6–7(4), 6–4, 6–4                        |
| 2017 | Roger Federer                           | Rafael Nadal                            | 6–3, 6–4                                |
| 2016 | Novak Đoković                           | Nisikori Kei                            | 6–3, 6–3                                |
| 2015 | Novak Đoković                           | Andy Murray                             | 7–6(3), 4–6, 6–0                        |
| 2014 | Novak Đoković                           | Rafael Nadal                            | 6–3, 6–3                                |
| 2013 | Andy Murray                             | David Ferrer                            | 2–6, 6–4, 7–6(1)                        |
| 2012 | Novak Đoković                           | Andy Murray                             | 6–1, 7–6(4)                             |
| 2011 | Novak Đoković                           | Rafael Nadal                            | 4–6, 6–3, 7–6(4)                        |
| 2010 | Andy Roddick                            | Tomáš Berdych                           | 7–5, 6–4                                |
| 2009 | Andy Murray                             | Novak Đoković                           | 6–2, 7–5                                |
| 2008 | Nyikolaj Davigyenko                     | Rafael Nadal                            | 6–4, 6–2                                |
| 2007 | Novak Đoković                           | Guillermo Cañas                         | 6–3, 6–2, 6–4                           |
| 2006 | Roger Federer                           | Ivan Ljubičić                           | 7–6(5), 7–6(4), 7–6(6)                  |
| 2005 | Roger Federer                           | Rafael Nadal                            | 2–6, 6–7(4), 7–6(5), 6–3, 6–1           |
| 2004 | Andy Roddick                            | Guillermo Coria                         | 6–7(2), 6–3, 6–1 feladta                |
| 2003 | Andre Agassi                            | Carlos Moyà                             | 6–3, 6–3                                |
| 2002 | Andre Agassi                            | Roger Federer                           | 6–3, 6–3, 3–6, 6–4                      |
| 2001 | Andre Agassi                            | Jan-Michael Gambill                     | 7–6(4), 6–1, 6–0                        |
| 2000 | Pete Sampras                            | Gustavo Kuerten                         | 6–1, 6–7, 7–6, 7–6                      |
| 1999 | Richard Krajicek                        | Sébastien Grosjean                      | 4–6, 6–1, 6–2, 7–5                      |
| 1998 | Marcelo Ríos                            | Andre Agassi                            | 7–5, 6–3, 6–4                           |
| 1997 | Thomas Muster                           | Sergi Bruguera                          | 7–6, 6–3, 6–1                           |
| 1996 | Andre Agassi                            | Goran Ivanišević                        | 3-0 feladta                             |
| 1995 | Andre Agassi                            | Pete Sampras                            | 3–6, 6–2, 7–6                           |
| 1994 | Pete Sampras                            | Andre Agassi                            | 5–7, 6–3, 6–3                           |
| 1993 | Pete Sampras                            | MaliVai Washington                      | 6–3, 6–2                                |
| 1992 | Michael Chang                           | Alberto Mancini                         | 7–5, 7–5                                |
| 1991 | Jim Courier                             | David Wheaton                           | 4–6, 6–3, 6–4                           |
| 1990 | Andre Agassi                            | Stefan Edberg                           | 6–1, 6–4, 0–6, 6–2                      |
| 1989 | Ivan Lendl                              | Thomas Muster                           | visszalépett                            |
| 1988 | Mats Wilander                           | Jimmy Connors                           | 6–4, 4–6, 6–4, 6–4                      |
| 1987 | Miloslav Mečíř                          | Ivan Lendl                              | 7–5, 6–2, 7–5                           |
| 1986 | Ivan Lendl                              | Mats Wilander                           | 3–6, 6–1, 7–6, 6–4                      |
| 1985 | Tim Mayotte                             | Scott Davis                             | 4–6, 4–6, 6–3, 6–2, 6–4                 |

1. ↑  Thomas Mustert a döntő előtti napon egy részeg sofőr elütötte, több hónapra tolószékbe kényszerült

### Női egyes
| Év   | Győztes                                 | Ellenfél a döntőben                     | Eredmény a döntőben                     |
| ---- | --------------------------------------- | --------------------------------------- | --------------------------------------- |
| 2025 | Arina Szabalenka                        | Jessica Pegula                          | 7–5, 6–2                                |
| 2024 | Danielle Collins                        | Jelena Ribakina                         | 7–5, 6–3                                |
| 2023 | Petra Kvitová                           | Jelena Ribakina                         | 7–6(14), 6–2                            |
| 2022 | Iga Świątek                             | Ószaka Naomi                            | 6–4, 6–0                                |
| 2021 | Ashleigh Barty                          | Bianca Andreescu                        | 6–3, 4–0, feladta                       |
| 2020 | Elhalasztva a koronavírus-járvány miatt | Elhalasztva a koronavírus-járvány miatt | Elhalasztva a koronavírus-járvány miatt |
| 2019 | Ashleigh Barty                          | Karolína Plíšková                       | 7–6(1), 6–3                             |
| 2018 | Sloane Stephens                         | Jeļena Ostapenko                        | 7–6(5), 6–1                             |
| 2017 | Konta Johanna                           | Caroline Wozniacki                      | 6–4, 6–3                                |
| 2016 | Viktorija Azaranka                      | Szvetlana Kuznyecova                    | 6–3, 6–2                                |
| 2015 | Serena Williams                         | Carla Suárez Navarro                    | 6–2, 6–0                                |
| 2014 | Serena Williams                         | Li Na                                   | 7–5, 6–1                                |
| 2013 | Serena Williams                         | Marija Sarapova                         | 4–6, 6–3, 6–0                           |
| 2012 | Agnieszka Radwańska                     | Marija Sarapova                         | 7–5, 6–4                                |
| 2011 | Viktorija Azaranka                      | Marija Sarapova                         | 6–1, 6–4                                |
| 2010 | Kim Clijsters                           | Venus Williams                          | 6–2, 6–1                                |
| 2009 | Viktorija Azaranka                      | Serena Williams                         | 6–3, 6–1                                |
| 2008 | Serena Williams                         | Jelena Janković                         | 6–1, 5–7, 6–3                           |
| 2007 | Serena Williams                         | Justine Henin                           | 0–6, 7–5, 6–3                           |
| 2006 | Szvetlana Kuznyecova                    | Marija Sarapova                         | 6–4, 6–3                                |
| 2005 | Kim Clijsters                           | Marija Sarapova                         | 6–3, 7–5                                |
| 2004 | Serena Williams                         | Jelena Gyementyjeva                     | 6–1, 6–1                                |
| 2003 | Serena Williams                         | Jennifer Capriati                       | 4–6, 6–4, 6–1                           |
| 2002 | Serena Williams                         | Jennifer Capriati                       | 7–5, 7–6(4)                             |
| 2001 | Venus Williams                          | Jennifer Capriati                       | 4–6, 6–1, 7–6(4)                        |
| 2000 | Martina Hingis                          | Lindsay Davenport                       | 6–3, 6–2                                |
| 1999 | Venus Williams                          | Serena Williams                         | 6–1, 4–6, 6–4                           |
| 1998 | Venus Williams                          | Anna Kurnyikova                         | 2–6, 6–4, 6–1                           |
| 1997 | Martina Hingis                          | Szeles Mónika                           | 6–2, 6–1                                |
| 1996 | Steffi Graf                             | Chanda Rubin                            | 6–1, 6–3                                |
| 1995 | Steffi Graf                             | Date Kimiko                             | 6–1, 6–4                                |
| 1994 | Steffi Graf                             | Natallja Zverava                        | 4–6, 6–1, 6–2                           |
| 1993 | Arantxa Sánchez Vicario                 | Steffi Graf                             | 6–4, 3–6, 6–3                           |
| 1992 | Arantxa Sánchez Vicario                 | Gabriela Sabatini                       | 6–1, 6–4                                |
| 1991 | Szeles Mónika                           | Gabriela Sabatini                       | 6–3, 7–5                                |
| 1990 | Szeles Mónika                           | Judith Wiesner                          | 6–1, 6–2                                |
| 1989 | Gabriela Sabatini                       | Chris Evert                             | 6–1, 4–6, 6–2                           |
| 1988 | Steffi Graf                             | Chris Evert                             | 6–4, 6–4                                |
| 1987 | Steffi Graf                             | Chris Evert                             | 6–1, 6–2                                |
| 1986 | Chris Evert                             | Steffi Graf                             | 6–4, 6–2                                |
| 1985 | Martina Navratilova                     | Chris Evert                             | 6–2, 6–4                                |

### Férfi páros
| Év   | Győztesek                                  | Ellenfelek a döntőben                   | Eredmény a döntőben                     |
| ---- | ------------------------------------------ | --------------------------------------- | --------------------------------------- |
| 2025 | Marcelo Arévalo / Mate Pavić               | Julian Cash Lloyd Glasspool             | 7–6(3), 6–3                             |
| 2024 | Róhan Bópanna / Matthew Ebden              | Ivan Dodig Austin Krajicek              | 6–7(3), 6–3, [10–6]                     |
| 2023 | Santiago González / Édouard Roger-Vasselin | Austin Krajicek Nicolas Mahut           | 7–6(4), 7–5                             |
| 2022 | Hubert Hurkacz / John Isner                | Wesley Koolhof Neal Skupski             | 7–6(5), 6–4                             |
| 2021 | Nikola Mektić / Mate Pavić                 | Dan Evans Neal Skupski                  | 6–4, 6–4                                |
| 2020 | Elhalasztva a koronavírus-járvány miatt    | Elhalasztva a koronavírus-járvány miatt | Elhalasztva a koronavírus-járvány miatt |
| 2019 | Bob Bryan / Mike Bryan                     | Wesley Koolhof Sztéfanosz Cicipász      | 7–5, 7–6(8)                             |
| 2018 | Bob Bryan / Mike Bryan                     | Karen Hacsanov / Andrej Rubljov         | 4–6, 7–6(5), [10–4]                     |
| 2017 | Łukasz Kubot / Marcelo Melo                | Nicholas Monroe / Jack Sock             | 7–5, 6–3                                |
| 2016 | Pierre-Hugues Herbert / Nicolas Mahut      | Raven Klaasen / Rajeev Ram              | 5–7, 6–1, [10–7]                        |
| 2015 | Bob Bryan / Mike Bryan                     | Vasek Pospisil / Jack Sock              | 6–3, 1–6, [10–8]                        |
| 2014 | Bob Bryan / Mike Bryan                     | Juan Sebastián Cabal / Robert Farah     | 7–6(8), 6–4                             |
| 2013 | Aisam-ul-Haq Qureshi / Jean-Julien Rojer   | Mariusz Fyrstenberg / Marcin Matkowski  | 6–4, 6–1                                |
| 2012 | Lijendar Pedzs / Radek Štěpánek            | Makszim Mirni / Daniel Nestor           | 3–6, 6–1, [10–8]                        |
| 2011 | Mahes Bhúpati / Lijendar Pedzs             | Makszim Mirni / Daniel Nestor           | 6–7(5), 6–2, [10–5]                     |
| 2010 | Lukáš Dlouhý / Lijendar Pedzs              | Mahes Bhúpati / Makszim Mirni           | 6–2, 7–5                                |
| 2009 | Makszim Mirni / Andi Rám                   | Ashley Fisher / Stephen Huss            | 6–7(4), 6–2, [10–7]                     |
| 2008 | Bob Bryan / Mike Bryan                     | Mahes Bhúpati / Mark Knowles            | 6–2, 6–2                                |
| 2007 | Bob Bryan / Mike Bryan                     | Martin Damm / Lijendar Pedzs            | 6–7, 6–3, [10–7]                        |
| 2006 | Jonas Björkman / Makszim Mirni             | Bob Bryan / Mike Bryan                  | 6–4, 6–4                                |
| 2005 | Jonas Björkman / Makszim Mirni             | Wayne Black / Kevin Ullyett             | 6–1, 6–2                                |
| 2004 | Wayne Black / Kevin Ullyett                | Jonas Björkman / Todd Woodbridge        | 6–2, 7–6                                |
| 2003 | Roger Federer / Makszim Mirni              | Lijendar Pedzs / David Rikl             | 7–5, 6–3                                |
| 2002 | Mark Knowles / Daniel Nestor               | Donald Johnson / Jared Palmer           | 6–3, 3–6, 6–1                           |
| 2001 | Jiří Novák / David Rikl                    | Jonas Björkman / Todd Woodbridge        | 7–5, 7–6                                |
| 2000 | Todd Woodbridge / Mark Woodforde           | Martin Damm / Dominik Hrbatý            | 6–3, 6–4                                |
| 1999 | Wayne Black / Sandon Stolle                | Boris Becker / Jan-Michael Gambill      | 6–1, 6–1                                |
| 1998 | Ellis Ferreira / Rick Leach                | Alex O'Brien / Jonathan Stark           | 6–2, 6–4                                |
| 1997 | Todd Woodbridge / Mark Woodforde           | Mark Knowles / Daniel Nestor            | 7–6, 7–6                                |
| 1996 | Todd Woodbridge / Mark Woodforde           | Ellis Ferreira / Patrick Galbraith      | 6–1, 6–3                                |
| 1995 | Todd Woodbridge / Mark Woodforde           | Jim Grabb / Patrick McEnroe             | 6–3, 7–6                                |
| 1994 | Jacco Eltingh / Paul Haarhuis              | Mark Knowles / Jared Palmer             | 7–6, 7–6                                |
| 1993 | Richard Krajicek / Jan Siemerink           | Patrick McEnroe / Jonathan Stark        | 6–7, 6–4, 7–6                           |
| 1992 | Ken Flach / Todd Witsken                   | Kent Kinnear / Sven Salumaa             | 6–4, 6–3                                |
| 1991 | Wayne Ferreira / Piet Norval               | Ken Flach / Robert Seguso               | 5–7, 7–6, 6–2                           |
| 1990 | Rick Leach / Jim Pugh                      | Boris Becker / Cassio Motta             | 6–3, 6–4                                |
| 1989 | Jakob Hlasek / Anders Järryd               | Jim Grabb / Patrick McEnroe             | 6–3, feladta                            |
| 1988 | John Fitzgerald / Anders Järryd            | Ken Flach / Robert Seguso               | 7–6, 6–1, 7–5                           |
| 1987 | Paul Annacone / Christo Van Rensburg       | Ken Flach / Robert Seguso               | 6–2, 6–4, 6–4                           |
| 1986 | Brad Gilbert / Vince Van Patten            | Stefan Edberg / Anders Järryd           | Visszaléptek                            |
| 1985 | Paul Annacone / Christo Van Rensburg       | Sherwood Stewart / Kim Warwick          | 7–5, 7–5, 6–4                           |

### Női páros
| Év   | Győztesek                                  | Ellenfelek a döntőben                      | Eredmény a döntőben                     |
| ---- | ------------------------------------------ | ------------------------------------------ | --------------------------------------- |
| 2025 | Mirra Andrejeva / Gyiana Snajgyer          | Cristina Bucșa / Kato Miju                 | 6–3, 6–7(5), [10–2]                     |
| 2024 | Sofia Kenin / Bethanie Mattek-Sands        | Gabriela Dabrowski / Erin Routliffe        | 4–6, 7–6(5), [11–9]                     |
| 2023 | Cori Gauff / Jessica Pegula                | Leylah Fernandez / Taylor Townsend         | 7–6(6), 6–2                             |
| 2022 | Laura Siegemund / Vera Zvonarjova          | Veronyika Kugyermetova / Elise Mertens     | 7–6(3), 7–5                             |
| 2021 | Aojama Súko / Sibahara Ena                 | Hayley Carter / Luisa Stefani              | 6–2, 7–5                                |
| 2020 | Elhalasztva a koronavírus-járvány miatt    | Elhalasztva a koronavírus-járvány miatt    | Elhalasztva a koronavírus-járvány miatt |
| 2019 | Elise Mertens / Arina Szabalenka           | Samantha Stosur / Csang Suaj               | 7–6(5), 6–2                             |
| 2018 | Ashleigh Barty / Coco Vandeweghe           | Barbora Krejčíková / Kateřina Siniaková    | 6–2, 6–1                                |
| 2017 | Gabriela Dabrowski / Hszü Ji-fan           | Szánija Mirza / Barbora Strýcová           | 6–4, 6–3                                |
| 2016 | Bethanie Mattek-Sands / Lucie Šafářová     | Babos Tímea / Jaroszlava Svedova           | 6–3, 6–4                                |
| 2015 | Martina Hingis / Szánija Mirza             | Jekatyerina Makarova / Jelena Vesznyina    | 7–5, 6–1                                |
| 2014 | Martina Hingis / Sabine Lisicki            | Jekatyerina Makarova / Jelena Vesznyina    | 4–6, 6–4, [10–5]                        |
| 2013 | Nagyja Petrova / Katarina Srebotnik        | Lisa Raymond / Laura Robson                | 6–1, 7–6(2)                             |
| 2012 | Marija Kirilenko / Nagyja Petrova          | Sara Errani / Roberta Vinci                | 7–6(0), 4–6, [10–4]                     |
| 2011 | Daniela Hantuchová / Agnieszka Radwańska   | Liezel Huber / Nagyja Petrova              | 7–6(5), 2–6, [10–8]                     |
| 2010 | Flavia Pennetta / Gisela Dulko             | Nagyja Petrova / Samantha Stosur           | 6–3, 4–6, [10–7]                        |
| 2009 | Szvetlana Kuznyecova / Amélie Mauresmo     | Květa Peschke / Lisa Raymond               | 4–6, 6–3, [10–3]                        |
| 2008 | Katarina Srebotnik / Szugijama Ai          | Cara Black / Liezel Huber                  | 7–5, 4–6, [10–3]                        |
| 2007 | Lisa Raymond / Samantha Stosur             | Cara Black / Liezel Huber                  | 6–4, 3–6, [10–2]                        |
| 2006 | Lisa Raymond / Samantha Stosur             | Liezel Huber / Martina Navratilova         | 6–4, 7–5                                |
| 2005 | Szvetlana Kuznyecova / Alicia Molik        | Lisa Raymond / Rennae Stubbs               | 7–5, 6–7(5), 6–2                        |
| 2004 | Nagyja Petrova / Meghann Shaughnessy       | Szvetlana Kuznyecova / Jelena Lihovceva    | 6–2, 6–3                                |
| 2003 | Liezel Huber / Magdalena Maleeva           | Aszagoe Sinobu / Mijagi Nana               | 6–4, 3–6, 7–5                           |
| 2002 | Lisa Raymond / Rennae Stubbs               | Virginia Ruano Pascual / Paola Suárez      | 7–6(4), 6–7(4), 6–3                     |
| 2001 | Arantxa Sánchez Vicario / Nathalie Tauziat | Lisa Raymond / Rennae Stubbs               | 6–0, 6–4                                |
| 2000 | Julie Halard-Decugis / Szugijama Ai        | Nicole Arendt / Manon Bollegraf            | 4–6, 7–5, 6–4                           |
| 1999 | Martina Hingis / Jana Novotná              | Mary Joe Fernández / Szeles Mónika         | 0–6, 6–4, 7–6(1)                        |
| 1998 | Martina Hingis / Jana Novotná              | Arantxa Sánchez Vicario / Natallja Zverava | 6–2, 3–6, 6–3                           |
| 1997 | Arantxa Sánchez Vicario / Natallja Zverava | Sabine Appelmans / Miriam Oremans          | 6–4, 6–2                                |
| 1996 | Jana Novotná / Arantxa Sánchez Vicario     | Meredith McGrath / Larisa Neiland          | 6–4 6–4                                 |
| 1995 | Jana Novotná / Arantxa Sánchez Vicario     | Gigi Fernández / Natallja Zverava          | 7–5, 2–6, 6–3                           |
| 1994 | Gigi Fernández / Natallja Zverava          | Patty Fendick / Meredith McGrath           | 6–3, 6–1                                |
| 1993 | Jana Novotná / Larisa Neiland              | Jill Hetherington / Kathy Rinaldi          | 6–2, 7–5                                |
| 1992 | Arantxa Sánchez Vicario / Larisa Neiland   | Jill Hetherington / Kathy Rinaldi          | 7–5, 5–7, 6–3                           |
| 1991 | Mary Joe Fernández / Zina Garrison         | Gigi Fernández / Jana Novotná              | 7–5, 6–2                                |
| 1990 | Jana Novotná / Helena Suková               | Betsy Nagelsen / Robin White               | 6–4, 6–3                                |
| 1989 | Jana Novotná / Helena Suková               | Gigi Fernández / Lori McNeil               | 7–6(5), 6–4                             |
| 1988 | Steffi Graf / Gabriela Sabatini            | Gigi Fernández / Zina Garrison             | 7–6(6), 6–3                             |
| 1987 | Martina Navratilova / Pam Shriver          | Claudia Kohde-Kilsch / Helena Suková       | 6–3, 7–6(6)                             |
| 1986 | Pam Shriver / Helena Suková                | Chris Evert / Wendy Turnbull               | 6–2, 6–3                                |
| 1985 | Gigi Fernández / Martina Navratilova       | Kathy Jordan / Hana Mandlíková             | 7–6(4), 6–2                             |